# Bognor Regis
Bognor Regis [bɒgnɔɹ‿ˈiːdʒɪs] ist ein englisches Seebad in West Sussex am Ärmelkanal mit 22.555 Einwohnern. Es besitzt einen acht Kilometer langen Strand und ist ein Ferien- und Kurort.

## Geschichte
Im Mittelalter entstand der Ort als Fischerdorf mit dem Namen Bognor und entwickelte sich im 18. Jahrhundert zu einem Ferienort. Viele Bauten wie das Dome House (heute eine Lehrerbildungsanstalt) wurden im georgianischen Stil erbaut. Seit 1929 heißt der Ort Bognor Regis (sinngemäß „Des Königs Bognor“, lateinisch regis ist der Genitiv von rex „König“), weil König Georg V. dort eine schwere Krankheit kurierte. Von 1800 bis 1803 lebte der englische Dichter William Blake im nahe gelegenen Felpham.
Ab 1960 erschloss der Unternehmer Billy Butlin, der in dem Seebad schon seit den 1930ern mit einem Freizeitpark und Zoo präsent war, hier ein weiteres seiner günstigen, massentouristischen Urlaubslager, das „Butlin’s Bognor“ Holiday Camp. Trotz einem Niedergang des Butlin-Imperiums in den 1970ern und dem Abstoßen der meisten dieser Camps, wurde der Standort in Bognor Regis unter dem Namen Southcoast World gestärkt und neue Hotelanlagen errichtet, sodass es als eines von drei überlebenden Anlagen weiter als Ferien-Resort existiert und einer der Hauptarbeitgeber des Orts ist.

## Verkehr
Die Schienenverkehrsanbindung erfolgt durch eine Zweiglinie der West Coastway Line, die von der Hauptlinie in Barnham abzweigt.
In Bognor Regis stößt die Fernverkehrsstraße A29 auf die A 259 (Chichester – Brighton).

## Söhne und Töchter
- Ernest Joyce (1875–1940), Polarforscher
- Russell Drysdale (1912–1981), australischer Maler und Fotograf
- Cynthia Payne (1932–2015), Partyveranstalterin
- Bruce Welch (* 1941), Gitarrist, Songwriter, Produzent und Sänger
- David Purley (1945–1985), Formel-1-Rennfahrer
- Peter Hugh Marshall (* 1946), Historiker und Buchautor

## Partnerstädte
| Stadt                 | Land        | seit |
| --------------------- | ----------- | ---- |
| Saint-Maur-des-Fossés | Frankreich  | 1980 |
| Weil am Rhein         | Deutschland | 1985 |
| Trebbin               | Deutschland | 1995 |